# NHL 95
NHL 95, även känt som NHL Hockey 95, är ett ishockey-TV-spel. Det utgavs 1994 till SNES och 1995 till Sega Mega Drive.
Spelomslaget pryds av New York Rangers Aleksej Kovaljov då han gör mål på Vancouver Canucks Kirk McLean under 1994 års Stanley Cup-finalserie. 

## Spellägen
NHL 95 har olika spellägen: Vanligt spelläge, Träningsläge, Säsong, och Playoff

## Mottagande
Gamepro gav Genesis-versionen av spelet ett utmärkt betyg och gav de recensionen “Det är de smidigaste, mest underhållande hockey titel som någonsin skapats”. Med möjlighet att signa, byta och släppa riktiga NHL-spelare. Möjligheten att skapa egna fantasi spelare, avancerade statistisk spårning, ny skade animeringar, realistiska ljud, och “det otroligt blixtsnabba spelet”. Gamepro förklarade SNES-versionen till att vara “bara genomsnittligt” på grund av kraftig försämring av kontroll och ljudeffekter mot Genesis-versionen, samt avlägsnande av innehåll som staff läge, playoff läge, falska skott, och drop passar. De var fortfarande mindre entusiastiska över Game Boy-versionen, säger att dess imponerande grafik och val av spellägen uppväger den frustration som genereras av den begränsade två-kontrollknappen . De kommenterade också: "De sprites är stora och detaljerade, men det skapar ett annat problem. De större spelarna, desto mindre is som passar på den lilla skärmen, så du behöver nästan en kartan för att hitta målet."